# واش‌سچنی
واش‌سِچِنی (به مجاری:  Vasszécseny) یک سکونتگاه مسکونی در مجارستان است که در واش واقع شده‌است.

## خصوصیات
واش‌سچنی ۱۷٫۹۵ کیلومترمربع مساحت و ۱٬۴۴۷ نفر جمعیت دارد.